# I'm Here (小比類巻かほるのアルバム)
「I'm Here」（アイム・ヒア）は1987年4月1日にEPIC・ソニーから発売された小比類巻かほる3枚目のオリジナル・アルバム。1995年7月21日にはCD選書で、2013年4月10日にはブルースペックCD2で再発売された。

## 概要
前作『No Problem』から9ヶ月ぶりの新作でオリコンCDチャート1位を獲得。小比類巻の名を日本中に広めた。音楽プロデュースは土屋昌巳が担当。4thシングル「Hold On Me」収録。後にアルバムタイトル曲「I'm Here」が6thシングルとしてカットされた。

## 収録曲
| 全編曲: 土屋昌巳。 |                          |                |          |
| #                  | タイトル                 | 作詞           | 作曲     |
| 1.                 | 「PARTY」                | 小比類巻かほる | 土屋昌巳 |
| 2.                 | 「Hold On Me」           | 麻生圭子       | 大内義昭 |
| 3.                 | 「Night Clubbing」       | 麻生圭子       | 井上大輔 |
| 4.                 | 「悲しきMoon Light」     | 麻生圭子       | 大内義昭 |
| 5.                 | 「Stranger's City」      | 石川あゆ子     | SHOJI    |
| 6.                 | 「Happy Birthday」       | 小比類巻かほる | 大内義昭 |
| 7.                 | 「オーロラの瞳」         | 小比類巻かほる | 網倉一也 |
| 8.                 | 「二人のゼネレーション」 | 石川あゆ子     | 井上大輔 |
| 9.                 | 「GRAVITATION」          | 小比類巻かほる | 土屋昌巳 |
| 10.                | 「I'm Here」             | 麻生圭子       | 鈴木雅之 |

1. PARTY
  - 4thシングル「Hold On Me」のB面曲。
2. Hold On Me
  - 4thシングルA面曲。
3. Night Clubbing
4. 悲しきMoon Light
5. Stranger's City
6. Happy Birthday
  - 6thシングル「I'm Here」のB面曲としてカット。
7. オーロラの瞳
8. 二人のゼネレーション
9. GRAVITATION
10. I'm Here
  - 6thシングルA面曲としてカット。